# Сурдулички културни центар
| Сурдулички културни центар |                               |
|                            |                               |
| Оснивач:                   | Општина Сурдулица             |
| Седиште:                   | Омладинска 1 Сурдулица Србија |
| Директор:                  | Сузана Станковић Алексић      |
| Веб презентација           |                               |

Сурдулички културни центар је једна од јавних установа општине Сурдулица, основан 11. априла 1962. године, одлуком Народног одбора Општине Сурдулица, као носилац културних активности у општини Сурдулица.

## Делатност
Под окриљем Сурдуличког културног центра, од самог оснивања, ради више програмских, пројектних секција и аматерских удружења и представља место где грађани могу да изразе своју креативност, било да је у питању изговорена реч, песма, глума, игра, плес или ликовно стваралаштво, музика, кроз:
- Фолклорни ансамбл „Власина”,
- KУД „1. мај”,
- Удружење ликовних уметника “Искон”,
- Позориште „Барија”,
- Рецитаторска секција ...

Културни центар је чувар традиције и културне баштине свих људи који живе на њеној територији, без обзира на њихову националну и верску припадност.
Сурдулички културни центар је организатор културних догађаја у сали са 309 седишта, као што су школске приредбе, такмичења, позоришне представе у режији сениорског, омладинског и дечјег позоришног ансамбла, гостујуће позоришне представе, музичко-сценске наступе, али и дешавања у центру – на пешачкој зони и отвореној бини на Власини. Оперативни програм СКЦ-а реализује се програмским сектором. Годишњи културно-едукативни програм укључује радионице, предавања, панел дискусије, књижевне и позоришне програме за младе, као и концерте класичне, рок и изворне музике, биоскопски програм, маркетиншке активности, промоције и друге публикације.
СКЦ Галерија је опремљена експонатима савремене и примењене уметности, док Атеље СКЦ ради на непрекидној размени талената и прикупљану нових експоната.

## Организација манифестација
Сурдулички културни центар је организатор: 
- Oкружне смотре рецитатора „Песниче народа мог”,
- манифестације „Власинско лето” - предтакмичења дувачких оркестара југоисточне Србије, које је после Еxit-a, најмасовнија јулска манифестација у Србији.[4]
- САПС (Смотра аматерских позоришта Србије), где учешће узима више региона, представника позоришних аматера. СКЦ организује и
- „”, као и друге значајне културне манифестације и активности, са циљем да оплемени и обогати културни живот житеља општине Сурдулице, али и учесника и посетилаца ових догађаја.